# Jankov (České Budějovice-i járás)
Jankov település Csehországban, a České Budějovice-i járásban. Jankov Kvítkovice, Záboří, Nová Ves, Čakov, Habří és Křemže településekkel határos. Lakosainak száma 390 fő (2024. január 1.).

## Népesség
A település lakosságának változását az alábbi diagram mutatja:
| Lakosok száma | 505  | 485  | 517  | 347  | 362  | 369  | 398  | 386  | 391  | 390  |
|               | 1869 | 1890 | 1921 | 1950 | 1980 | 2001 | 2017 | 2019 | 2022 | 2024 |